# Museo Nacional de Somalia
El Museo Nacional de Somalia fue establecido por los italianos en 1934 en Mogadiscio, Somalia. Empezó en el Antiguo Museo Garesa un edificio que se remonta a 1872.
En 1933 fue reconstruido y adaptado como el Museo de Somalia (Museo della Somalia) y se abrió al público en 1934.
Tras la independencia de Somalia en 1960 fue convertido en un Museo Nacional. Cuando el Museo Nacional se trasladó en 1985 cambió a su nombre a Museo Garesa (Museo della Garesa) y se convierte en un museo regional.
Debido a la guerra civil somalí, el museo cerró en 1991 y el edificio fue gravemente dañado. Un nuevo Museo Nacional se estableció en un edificio al otro lado de la calle en donde se encontraba el antiguo.